# Втора опиумна война
Вижте пояснителната страница за други значения на Опиумна война.
Втората опиумна война или Втората англо-китайска война започва през 1856 и свършва през 1860. Тя се води от Великобритания срещу Китай в опит да се разширят британските търговски привилегии в Китай. Войната може да се разглежда като продължение на Първата опиумна война (1839 – 1842).
Втората опиумна война е успешна за Великобритания и в резултат на Пекинската конвенция от 18 октомври 1860 търговията с опиум в Китай е легализирана. Християните получават пълни граждански права, включително право на собственост, както и правото открито да проповядват религията си.

## Повод
Когато Великобритания, Франция и Русия завършват Кримската война и освобождават силите си, британците започват да търсят повод за военен конфликт с империята Цин. Такъв повод става задържането от китайските власти на английския кораб „Ароу“, занимаващ се с контрабандна търговия.
На 8 октомври 1856 г. китайски чиновници се качват на борда на „Ароу“ – китайски кораб, плаващ под флага на Великобритания. По това време съществува подозрение, че този кораб се занимава с пиратство, контрабанда и търговия с опиум. Арестувани са 12 души и, въпреки протестите на Великобритания, те не са освободени. След този инцидент Великобритания обявява война на империята Цин.

## Ход на войната
В края на октомври 1856 г., британска ескадра извършва бомбардировка на пристанището Гуанджоу. В началото на 1857 г., във военните действия участват и американски кораби. Скоро към Англия се присъединява и Франция. Възползвайки се от разрастващия се конфликт, Русия предлага на Цинската империя военна помощ, в замяна на териториални отстъпки. През 1858 г. е сключен Айгунския договор, по силата на който Русия получава правата над левия бряг на река Амур и контрола над Усурийския край.
През 1860 г. обединена англо-френска армия започва военни операции на Ляодунския полуостров и в Северен Китай, превземайки Тиендзин. В решаващо сражение, в края на септември, край Пекин англо-френската артилерия разгромява манчжуро-монголската конница. Пътят към Пекин е открит. Неподготвените за война цински войски са напълно разбити. Освен това цинската империя по това време е напълно обезкръвена от продължаващото Тайпинско въстание. При така възникналата ситуация, Русия изисква от Китай пълното предаване на Усурийския край, което е скрепено с Пекинската конвенция от 1860 г. За Русия тя е подписана от граф Николай Игнатиев.